# Renny Cabezas
Renny Ronald Cabeza Quintero (Guayaquil, Ecuador; 15 de mayo de 1998) es un futbolista ecuatoriano. Juega de delantero y su equipo actual es el Zamora Fútbol Club de la Primera División de Venezuela.

## Trayectoria
Se inició jugando desde los 15 años en la Academia Alfaro Moreno, después paso a las categorías sub-16, sub-18, sub-19 y reserva de Guayaquil City, club en el cual logra su debut profesional en la temporada 2018 del Campeonato Ecuatoriano adónde estuvo un total de 6 apariciones pero no logró marcar goles.
En el 2019 es removido a las reservas, logrando jugar 18 partidos y marcando 6 goles lo que le serviría para migrar al fútbol extranjero, específicamente al Gutiérrez de Argentina a mediados de ese mismo año, pero después regresa al Guayaquil City.

## Selección nacional

### Categorías inferiores
Fue convocado a la selección ecuatoriana sub-23 para disputar el Preolímpico de Colombia 2020 con mira a los Juegos Olímpicos de Tokio 2020. Disputó su primer encuentro ante Chile cuando Ecuador perdió 3-1.

#### Participaciones en Sudamericanos
| Campeonato                              | Sede     | Resultado    | Partidos | Goles |
| --------------------------------------- | -------- | ------------ | -------- | ----- |
| Preolímpico Sudamericano Sub-23 de 2020 | Colombia | Primera fase | 2        | 0     |

## Estadísticas

### Clubes
Actualizado al último partido disputado el 25 de abril de 2025.
| Club                       | Div.          | Temporada     | Liga  | Liga  | Copas nacionales | Copas nacionales | Copas internacionales | Copas internacionales | Total | Total |
| Club                       | Div.          | Temporada     | Part. | Goles | Part.            | Goles            | Part.                 | Goles                 | Part. | Goles |
| -------------------------- | ------------- | ------------- | ----- | ----- | ---------------- | ---------------- | --------------------- | --------------------- | ----- | ----- |
| Guayaquil City · Ecuador   | 1.ª           | 2018          | 6     | 0     | —                | —                | —                     | —                     | 6     | 0     |
| Guayaquil City · Ecuador   | 1.ª           | 2019          | 0     | 0     | —                | —                | —                     | —                     | 0     | 0     |
| Guayaquil City · Ecuador   | Total club    | Total club    | 6     | 0     | 0                | 0                | 0                     | 0                     | 6     | 0     |
| Atlético Porteño · Ecuador | 2.ª           | 2020          | 9     | 2     | —                | —                | —                     | —                     | 9     | 2     |
| Atlético Porteño · Ecuador | Total club    | Total club    | 9     | 2     | 0                | 0                | 0                     | 0                     | 9     | 2     |
| Olmedo · Ecuador           | 1.ª           | 2021          | 17    | 2     | —                | —                | —                     | —                     | 17    | 2     |
| Olmedo · Ecuador           | Total club    | Total club    | 17    | 2     | 0                | 0                | 0                     | 0                     | 17    | 2     |
| El Nacional · Ecuador      | 2.ª           | 2022          | 20    | 2     | 3                | 0                | —                     | —                     | 23    | 2     |
| El Nacional · Ecuador      | Total club    | Total club    | 20    | 2     | 3                | 0                | 0                     | 0                     | 23    | 2     |
| Búhos ULVR · Ecuador       | 2.ª           | 2023          | 17    | 0     | —                | —                | —                     | —                     | 17    | 0     |
| Búhos ULVR · Ecuador       | Total club    | Total club    | 17    | 0     | 0                | 0                | 0                     | 0                     | 17    | 0     |
| Daquilema · Ecuador        | 3.ª           | 2023          | 24    | 2     | —                | —                | —                     | —                     | 24    | 2     |
| Daquilema · Ecuador        | Total club    | Total club    | 24    | 2     | 0                | 0                | 0                     | 0                     | 24    | 2     |
| 11 de Mayo F. C. · Ecuador | 3.ª           | 2024          | 9     | 4     | —                | —                | —                     | —                     | 9     | 4     |
| 11 de Mayo F. C. · Ecuador | Total club    | Total club    | 9     | 4     | 0                | 0                | 0                     | 0                     | 9     | 4     |
| Chacaritas · Ecuador       | 2.ª           | 2024          | 14    | 5     | —                | —                | —                     | —                     | 14    | 5     |
| Chacaritas · Ecuador       | Total club    | Total club    | 14    | 5     | 0                | 0                | 0                     | 0                     | 14    | 5     |
| Zamora F. C. · Venezuela   | 1.ª           | 2025          | 9     | 1     | 0                | 0                | —                     | —                     | 9     | 1     |
| Zamora F. C. · Venezuela   | Total club    | Total club    | 9     | 1     | 0                | 0                | 0                     | 0                     | 9     | 1     |
| Total carrera              | Total carrera | Total carrera | 125   | 18    | 3                | 0                | 0                     | 0                     | 128   | 18    |
| 1.                         |               |               |       |       |                  |                  |                       |                       |       |       |

## Palmarés

### Campeonatos nacionales
| Título             | Club        | Año  |
| ------------------ | ----------- | ---- |
| Serie B de Ecuador | El Nacional | 2022 |